# Lycus sagittatus
Lycus sagittatus är en skalbaggsart som beskrevs av Green 1949. Lycus sagittatus ingår i släktet Lycus och familjen rödvingebaggar. Inga underarter finns listade i Catalogue of Life.